# مؤتمر منطقة شرق آسيا الكبرى

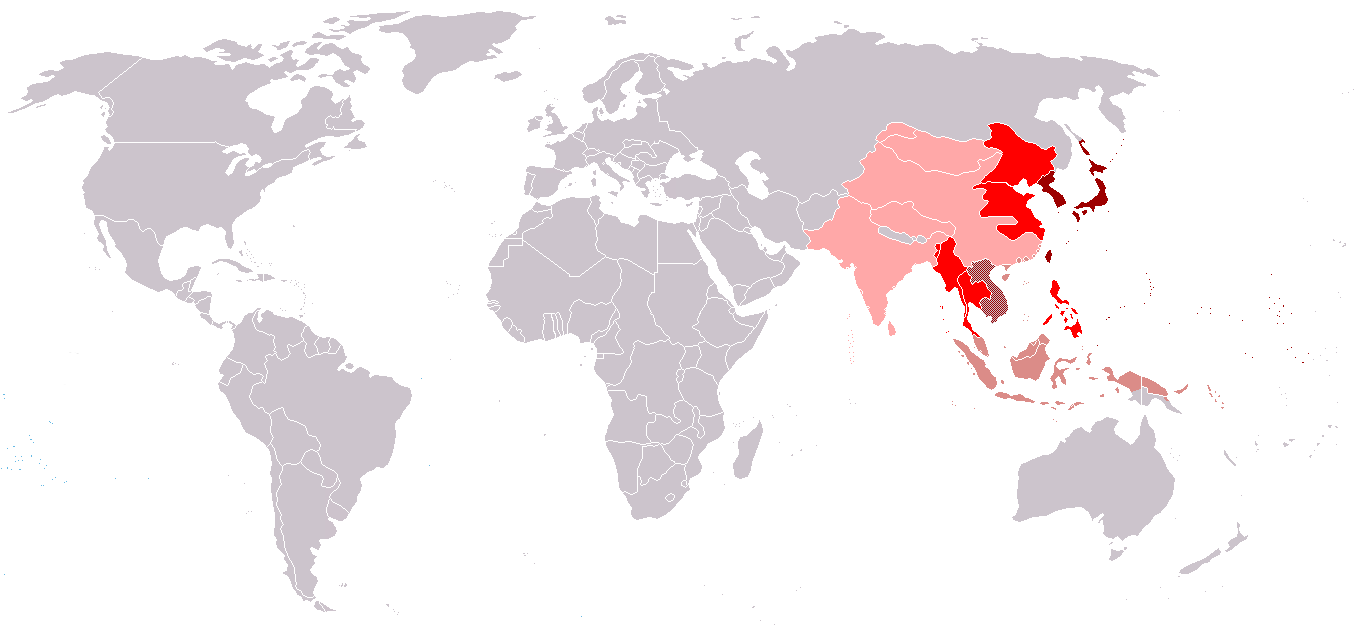
الدول الأعضاء في مؤتمر منطقة شرق آسيا الكبرى
- اليابان ومستعمراتها
- الأقاليم الأخرى التي تحتلها اليابان
- أقاليم متنازع عليها وتدّعي اليابان سيادتها عليها

مؤتمر منطقة شرق آسيا الكبرى هو قمة دولية عُقدت في طوكيو منذ الخامس وحتى السادس من شهر نوفمبر عام 1943، استضافت إمبراطورية اليابان خلالها أبرز سياسي الدول الأعضاء المكونة لمجال الازدهار المشترك لشرق آسيا الكبرى. يُشار إلى الحدث أيضًا باسم مؤتمر طوكيو.
ناقش المؤتمر بعض القضايا المهمة، لكن الهدف الرئيس منه كان نشر البروباغندا اليابانية وإظهار التزامات اليابان بالأيديولوجية القومية الآسيوية والتركيز على دورها المتمثل بـ «تحرير» آسيا من الاستعمار الغربي.

## خلفية تاريخية
منذ اندلاع الحرب الروسية اليابانية بين عامي 1904 و1905، اعتُبرت اليابان نموذجًا يحتذى به بنظر القوميين في الدول الآسيوية التي يحكمها البيض، مثل الهند وفيتنام وغيرها... والدول الأخرى التي فُرضت عليها «اتفاقيات غير عادلة» مثل الصين، فكانت اليابان دولة آسيوية حديثة استطاعت هزيمة دولة أوروبية، وهي روسيا. على مر العشرينيات والثلاثينيات من القرن الماضي، تحدثت الصحف اليابانية بشكل خاص عن القوانين العنصرية التي هدفت إلى استبعاد المهاجرين الآسيويين، مثل سياسة أستراليا البيضاء، والقوانين المعادية للمهاجرين الآسيويين التي أقرها كونغرس الولايات المتحدة في أعوام 1882 و1917 و1924، وسياسة «كندا البيضاء» أيضًا، بالإضافة إلى تقارير عن معاناة الآسيويين من الإجحاف الذي تعرضوا له في الولايات المتحدة وكندا وأماكن أخرى حكمها الأوروبيون مثل سنغافورة. بدا في تلك الفترة أن معظم اليابانيين يؤمنون بأن دولتهم دولة فاضلة بشكل فريد من نوعه، يحكمها إمبراطور اعتُبر بمثابة الإله الحي، وهو بالتالي ينبوع كل الصلاح في العالم أجمع. جاء هذا الاعتقاد جراء عبادة الإمبراطور وجعله أشبه بالإله الحي الذي اتسم بـ «النقي» الأخلاقي و«العدالة»، ميزات لا يمكن لأي بشري آخر الوصول إليها، فاعتقد اليابانيون أن دولتهم لن تسيء لأحد أو ترتكب أخطاءً تحت قيادة الإمبراطور الإلهي، و كلّ عملٍ تؤديه اليابان قائم على أساس «شرعي» و«عادل». لهذا السبب، عندما أعلنت اليابان الحرب، ارتأى اليابانيون أن دولتهم تقوم بما هو «شرعي» و«أخلاقي» فلا يمكن للإمبراطور إعلان حرب جائرة أو ظالمة. ووفقًا لذلك، اعتقد الكثير من اليابانيين أن بلادهم تخوض «مهمّةً» لإنهاء تفوق البيض في آسيا، وتحرير الآسيويين من حكم «القوى البيض» التي عانوا منها. أُصدر بيان لجميع القوات والبحارة اليابانيين بعنوان «اقرأ هذا لوحدك، وسنتمكن من الفوز بالحرب» في شهر ديسمبر من عام 1941، جاء فيه: «قد يتوقع هؤلاء البيض، بدءًا من اللحظة التي ولدوا فيها، أن السكان الأصليين هم عبيدٌ خُصصوا لخدمتهم. هل تلك حقة مشيئة الله». ركزت البروباغندا اليابانية على موضوع إساءة معاملة الآسيويين لتحفيز الجنود والبحارة.
بدءًا من عام 1931، سعت اليابان دائمًا إلى شرعنة مساعيها الإمبريالية على أساس القومية الآسيوية. صُورت الحرب مع الصين مثلًا، والتي اندلعت في العام 1937، على أنها مجهود حربي لتوحيد الشعبين الصيني والياباني معًا في صداقة آسيوية قومية لجلب «العادات الإمبريالية» إلى الصين، ما دفع اليابانيين إلى تبرير «القتل الرحيم» الذي قتلت اليابان على أساسه «بضعة مثيري شغب» في الصين الذين ادعت اليابان أنهم سبب كل المشاكل في العلاقات الصينية اليابانية. بذلك، أعلنت البروباغندا اليابانية أن الجيش الإمبراطوري، بإرشاد من «إحسان الإمبراطور وكرمه»، جاء إلى الصين لينخرط في عمليات «القتل الرحيم» بما يصب في مصلحة الشعب الصيني. في عام 1941، وعندما اندلعت الحرب بين اليابان والولايات المتحدة وبريطانيا وأستراليا ونيوزيلاندا وكندا وهولندا، ادعى اليابانيون أنهم انخرطوا في حرب التحرير تلك نيابة عن جميع شعوب آسيا. برزت العنصرية في البروباغندا اليابانية، فكانت الحكومة تنشر صورًا كرتونية تجسد الأمريكان والبريطانيين وتصورهم على أنهم «شياطين بيض» أو «متشيطنون بيض» بمخالب وأنياب وقرون وذيول. صوّرت الحكومة اليابانية الحرب على أنها حرب عرقية بين الآسيويين اللطفاء تحت قيادة اليابان، أقوى دولة آسيوية، ضد الشر المطلق المتمثل بـ «الأنجلوساكسونيين» تحت قيادة الولايات المتحدة والإمبراطورية البريطانية، والذين اعتبرهم اليابانيون أشباه بشر و«شياطينًا بيض». في بعض الأحيان، تحدث القادة اليابانيون وكلّهم ثقة بالبروباغندا اليابانية قائلين أن البيض يمرون بعملية انحلال أخلاقي وسيتحولون إلى تلك المخلوقات الشيطانية المزمجرة التي يسيل لعابها، مثلما صورتهم الرسوم الكرتونية. لذا أوضح رئيس الوزراء الياباني يوسوكه ماتسوكا في مؤتمر صحفي عام 1940 قائلًا: «إن مهمة عرق ياماتو هي منع تشيطن العرق البشري، وإنقاذه من الدمار وقيادته نحو نور العالم». رحب بعض الناس على الأقل، في المستعمرات الآسيوية الخاضعة لحكم أوروبي، باليابانيين الذين جاؤوا لتحريرهم من الأوروبيين. في الهند الشرقية الهولندية، أصدر الزعيم القومي أحمد سوكارنو بيانَ «الألِفَات الثلاث»: اليابان ضوء آسيا، اليابان حامية آسيا، واليابان زعيمة آسيا. تحدث اليابانيون عن إنشاء مجال ازدهار مشترك لشرق آسيا الكبرى حيث تعيش جميع الشعوب الآسيوية معًا كإخوة وأخوات، لكن في الحقيقة، ووفقًا لما جاء في وثيقة من شهر يوليو عام 1943 بعنوان استقراء حول السياسة العالمية ونواتها المتمثلة بعرق ياماتو، اعتبر اليابانيون أنفسهم منتمين لـ «عرق ياماتو العظيم» المتفوق عرقيًا على باقي الشعوب، والذي من المقدر له طبيعيًا أن يهيمن على الأعراق الأخرى الأدنى لشعوب آسيا.
قبل انعقاد مؤتمر شرق آسيا الكبرى، أطلقت اليابان وعودًا مبهمة تتعلق باستقلال العديد من المنظمات المختلفة المناهضة للاستعمار والمناصرة للاستقلال في الأراضي التي اجتاحها اليابانيون، ولكن باستثناء عددٍ من دول الدمى التي أقامها اليابانيون في الصين، لم تنفذ اليابان أيًا من وعودها السابقة. لاحقًا، عندما بدأت الكفة تميل لصالح أعداء اليابان في حرب المحيط الهادئ، أطلق البيروقراطيون في وزارة الشؤون الخارجية وأنصار فلسفة القومية الآسيوية داخل الحكومة والجيش اليابانيين برنامجًا لمنح الكثير من أجزاء آسيا «استقلالًا» سريعًا سعيًا لدعم المقاومة المحلية وتوسيع رقعتها وزيادة احتمال خروج القوى الاستعمارية الغربية وتعزيز الدعم المحلي لمساعي الحرب اليابانية. وافقت القيادة العسكرية اليابانية مبدئيًا على البرنامج، وتفهمت قيمة تلك الحركة من الناحية الإعلامية، لكن القيادة العسكرية رغبت بمنح تلك الأراضي المختلفة مستوى محدودًا من «الاستقلال»، وأقل بكثير من الاستقلال الذي تمتعت به مانشوكو. لم تحظ عدة مكونات لمجال الازدهار المشترك لشرق آسيا الكبرى بفرصة المشاركة. في أوائل عام 1943، أسس اليابانيون وزارة شرق آسيا الكبرى لإبرام العلاقات مع الدول التي مُنحت استقلالها ضمن «مجال الازدهار المشترك لشرق آسيا الكبرى». كتب المؤرخ الأمريكي غيرهارد واينبرغ عن تأسيس وزارة شرق آسيا الكبرى قائلًا: «أظهرت تلك الخطوة بحد ذاتها أن الوعود التي أطلقتها اليابان دوريًا بخصوص تحرير شعوب آسيا والسماح لها بتحديد مصيرها مجرد خدع، ولم ينوِ اليابانيون فعل ذلك من الأساس. إن أعلنت اليابان استقلال أي من الأراضي اسميًا، فباستطاعتها التعامل مع تلك الدول المستقلة عن طريق وزارة الخارجية، والتي أُوجدت خصيصًا بهدف إبرام علاقات مع الدول المستقلة». ألحقت اليابان كوريا وتايوان باعتبارهما أراضٍ خارجية للإمبراطورية منذ زمن طويل، ولم يبدِ اليابانيون أي مخططات لمنحهما أي شكلٍ من الحكم السياسي الذاتي أو حتى الاستقلال الاسمي. لم يُدع ممثلوا فيتنام وكمبوديا خوفًا من إثارة استياء نظام فرنسا الفيشية، وهي التي حافظت على أحقيتها الشرعية بالهند الصينية الفرنسية، والتي كان يجمعها تحالف رسمي مع إمبراطورية اليابان.